# Hook turn (Verkehr)

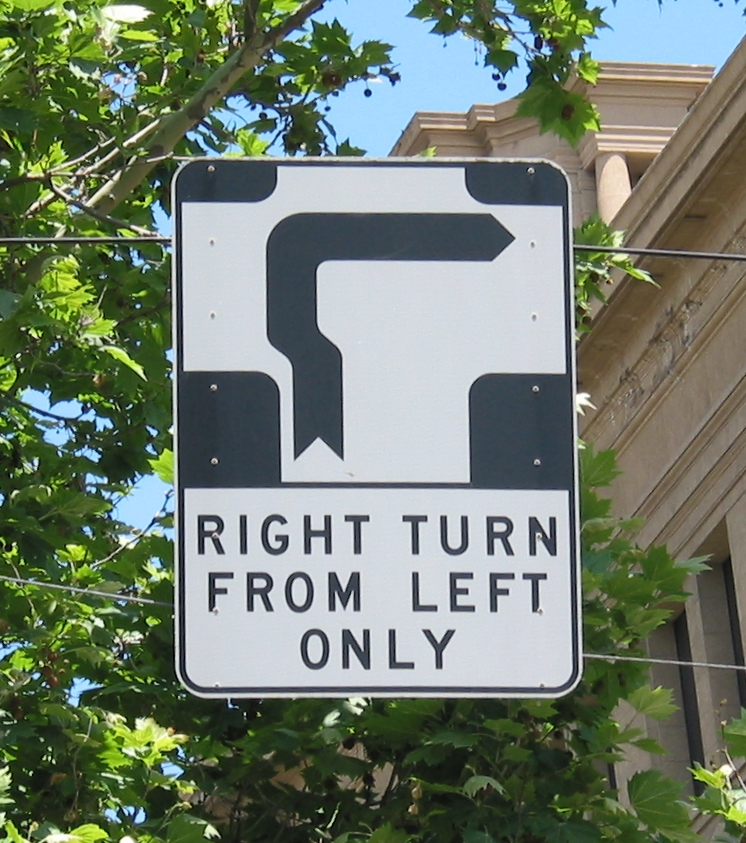
Gebotsschild in Melbourne

Der hook turn ist ein verkehrstechnisches zweistufiges Abbiegemanöver an Kreuzungen, das im Stadtverkehr verwendet wird. Bekannt dafür ist vor allem die australische Stadt Melbourne, in der Autofahrer an zahlreichen Kreuzungen der Innenstadt einen hook turn ausführen müssen. Ein Kraftfahrzeug, das im dortigen Linksverkehr rechts über eine von der Straßenbahn befahrene Straße abbiegen will, muss sich erst links einordnen, die auf dem gleichen Fahrstreifen geradeaus fahrenden Fahrzeuge und die Straßenbahn passieren lassen und darf dann erst rechts abbiegen.
Den hook turn gibt es allerdings in mehreren Städten in verschiedenen Ländern der Welt; insbesondere kann er für Radfahrer erlaubt oder sogar verpflichtend sein.

## Das Verfahren
Fahrer, die an einer Kreuzung rechts abbiegen wollen, halten vor dem stehenden Verkehr der links einmündenden Straße. So können Linksabbieger noch abbiegen und der Verkehr, der nicht rechts abbiegen will, kann ungehindert geradeaus fahren. Die Rechtsabbieger, die sich vor den von links stehenden Verkehr gestellt haben, fahren nach rechts, wenn die Ampel wechselt, da der geradeausfahrende Verkehr entweder durchgefahren ist oder gestoppt wurde. Nun kann der Verkehr aus der links einmündenden Straße hinter dem abbiegenden Fahrzeug normal weiterfahren.

## Gründe
Hauptgrund für die Verkehrsregelung ist, dass in der Innenstadt von Melbourne das Fahren auf der Straßenbahnspur nicht erlaubt und die Straßen oft nicht breit genug für eine Rechtsabbiegespur sind. Das eingeordnete Rechtsabbiegen ist deshalb nicht möglich. Der Hook Turn erlaubt der Straßenbahn die freie Vorfahrt und erleichtert das Rechtsabbiegen, da man nicht in der eigentlichen Abbiegespur warten muss, bis die Straße nicht mehr von der Straßenbahn gekreuzt wird. Das Manöver erlaubt dem geradeausfahrenden Verkehr, reibungslos weiterzufahren.

## Verbreitung
Hook turns dürfen nur an speziell gekennzeichneten Kreuzungen gefahren werden. Hauptsächlich kommen sie im Melbourner central business district und den anliegenden Stadtteilen vor; dies kann sich aber in Zukunft ändern, da die Stadtverwaltung den Straßenbahnen Vorfahrt an mehr Kreuzungen geben will.